# Egils Levits
Egils Levits (Riga, 30 giugno 1955) è un giudice e politico lettone.
Ha ricoperto la carica di presidente della Repubblica lettone dall'8 luglio 2019 all'8 luglio 2023.

## Biografia
Il presidente Levits è nato a Riga il 30 giugno 1955: suo padre è Jonass Levits, un ingegnere ebreo lettone, mentre sua madre Ingeborga appartiene alla minoranza tedesca del Baltico. Poiché la famiglia era apertamente dissidente contro il regime sovietico, dovette emigrare in Germania nel 1972. Rientrato in patria nel 1990, partecipò alla stesura della dichiarazione di rinnovata indipendenza della Repubblica lettone.
Negli anni successivi è stato membro del Saeima, ministro della giustizia e ambasciatore della Lettonia in Svizzera, Germania, Austria e Ungheria. Nel 1995 è stato nominato membro della Corte europea dei diritti dell'uomo, mentre nel 2004 è stato eletto giudice della Corte di giustizia dell'Unione europea.
Il 29 maggio 2019 il Saeima lo ha eletto Presidente della Lettonia con 61 voti su 100. Si è insediato l'8 luglio 2019 ed è rimasto in carica fino all'8 luglio 2023, quando gli è succeduto Edgars Rinkēvičs.